# NLite
nLite e NTLite sono applicazioni freeware per creare CD di installazione personalizzati di Microsoft Windows 2000, Windows XP, Windows Server 2003 e Windows Vista e Windows 7.
Consentono agli utenti di personalizzare e rimuovere componenti dal loro disco di installazione di Windows, di integrare pacchetti di aggiornamento e automatizzare il processo di installazione inserendo il codice Product key, la password di amministratore e le impostazioni regionali in anticipo o installare programmi di terze parti automaticamente. nLite supporta Windows 2000, Windows XP e Windows Server 2003, mentre NTLite funziona con Windows Vista e superiori

## Processo
nLite e NTLite automatizzano e semplificano il processo di personalizzazione del sistema operativo. Per creare un'installazione personalizzata, in primo luogo si copia il contenuto del disco di installazione originale in una cartella sul computer dell'utente. Poi il software permettere all'utente di rimuovere i componenti di Windows, modificarne le opzioni, di installare Service Pack e aggiornamenti vari o di integrare nuovi driver. Uno degli usi principali è quello di rimuovere programmi che di norma non possono essere rimossi da Windows, come Internet Explorer, Windows Movie Maker, e Windows Media Player. Dopo aver applicato le modifiche, il file immagine generato può essere masterizzato su CD o scritto su una chiavetta USB.